# Live at the Brixton Academy (album de Faith No More)
Cet article concerne l'album de Faith No More. Pour l'album de Brian May, voir Live at the Brixton Academy.
Albums de Faith No More
The Real Thing
(1989) Angel Dust
(1992)
Live at the Brixton Academy, sorti en 1991, est le seul album live sorti par le groupe de rock américain Faith No More. Il fut enregistré le 28 avril 1990 à Londres. Les deux dernières pistes de l'album sont des nouvelles chansons, enregistrées en studio.
Le même concert est également sortie en vidéo en 1990 sous le titre de You Fat Bastards – Faith No More, Live at the Brixton Academy. En mai 2006, Rhino Records a publié la vidéo du concert en DVD en y incluant la collection de clips Who Cares A Lot? The Greatest Videos. La vidéo du concert inclut des chansons ne figurant pas sur cet album (As the Worm Turns, Underwater Love et Woodpecker from Mars)
La chanson "War Pigs" est une reprise de Black Sabbath, tirée de leur second album Paranoid.

## Liste des titres
- Tous les titres sont signés par le groupe sauf indications

1. Falling to Pieces – 4:47
2. The Real Thing (contient 40 secondes de Pump Up the Jam) – 7:53
3. Epic – 4:55
4. War Pigs (Ozzy Osbourne, Geezer Butler, Tony Iommi, Bill Ward) – 6:58
5. From out of Nowhere – 3:24
6. We Care a Lot (contient 7 secondes de "The Right Stuff") – 3:50
7. Zombie Eaters – 6:05
8. Edge of the World – 5:50
9. The Grade (studio) – 2:05
10. The Cowboy Song (studio) – 5:12

## Musiciens
- Mike Patton: chant
- Jim Martin: guitares
- Bill Gould: basse
- Roddy Bottum: claviers
- Mike Bordin: batterie, percussions

## Charts
| Pays        | Durée du classement | Meilleur classement |
| ----------- | ------------------- | ------------------- |
| Allemagne   | 11 semaines         | 38e                 |
| Royaume-Uni | 4 semaines          | 20e                 |

## Source
- (en) Cet article est partiellement ou en totalité issu de l’article de Wikipédia en anglais intitulé « Live at the Brixton Academy (Faith No More album) » (voir la liste des auteurs).